# Collège Bassirou Mbacke
Le Collège Bassirou Mbacke de Thiès au Sénégal, avec sa présélection dans le cadre du projet Technologies de l'information et de la communication pour l'enseignement (TICE) du ministère et de l'ambassade de France, s'est donné comme ambition d'être le premier collège d'enseignement numérique du Sénégal. Depuis 2005, plusieurs expérimentations ont été faites en svt, Histo-géo et même en Éducation physique (projection des différents phases de la gymnastique au sol. 
Tout ceci avec des technologies simple comme la recherche d'image sur Google, montage avec Powerpoint...)